# Trench (álbum)
Trench é o quinto álbum do duo norte-americano Twenty One Pilots, que foi lançado em 5 de outubro de 2018 pela gravadora Fueled by Ramen. É o primeiro álbum de estúdio da banda em três anos e serve como uma sequência direta de seu quarto álbum, Blurryface (2015).
O álbum foi precedido pelo lançamento de três singles, "Jumpsuit" e "Nico and the Niners", ambos lançados em 11 de julho de 2018, e "Levitate", lançado em 8 de agosto de 2018. Para promover o álbum, a "The Bandito Tour" começou na Bridgestone Arena em 16 de outubro de 2018, e continuará até 30 de junho de 2019, terminando na Nationwide Arena.

## Antecedentes e produção
Twenty One Pilots lançou seu quarto álbum de estúdio, Blurryface, em 17 de maio de 2015. O álbum liderou o Billboard 200 e produziu dois singles "top 5", "Stressed Out" e "Ride", chegando ao número dois e número cinco, respectivamente, no "Billboard Hot 100". As músicas, junto com o single "Heathens", da trilha sonora de Suicide Squad, lançou a banda para o mainstream em 2016. A dupla embarcou em duas turnês mundiais em apoio ao álbum de 2015 até 2017. Após as cinco datas finais da turnê da banda, apelidada de "Tour de Columbus", a banda entrou em um hiato de um ano começando em 6 de julho de 2017.
Em 21 de abril de 2018, os fãs descobriram um site criado pela banda chamado "dmaorg.info". Neste site, muitos teasers enigmáticos sobre o novo álbum, conceito e época foram descobertos. O site mencionou Dema, uma cidade fictícia criada pela banda. Josh Dun mencionou Dema pela primeira vez no APMA Awards. O site também publicou muitas anotações de um personagem fictício, Clancy, sobre sua fuga de Dema. Muitos outros códigos e pistas também foram encontrados. Em 8 de julho de 2018, a entrada final do diário de Clancy foi publicada. O diário dizia: "De manhã, nada será o mesmo". No dia seguinte, a banda retornou às mídias sociais com um vídeo de um olho amarelo ligeiramente aberto. Eles também estrearam o novo logotipo, e outdoors e murais contendo o logotipo apareceram em várias cidades ao redor do mundo durante a noite. No dia seguinte, a banda postou outro vídeo do olho, mais aberto, com uma versão abafada da introdução de "Jumpsuit" tocando.

## Promoção
Em 11 de julho de 2018, a banda lançou os dois primeiros singles, "Jumpsuit" e "Nico and the Niners", assim como um videoclipe de "Jumpsuit". A banda também anunciou a data de lançamento de seu quinto álbum de estúdio, Trench, lançado em 5 de outubro de 2018, e uma nova turnê mundial, chamada "The Bandito Tour", a partir de 16 de outubro de 2018, um videoclipe de "Nico and the Niners" foi lançado, como uma segunda adição a uma série de três clipes, sobre a cidade fictícia de Tyler Joseph, "Dema". Ambos os vídeos apresentam referências a "Heavydirtysoul", como as imagens repetidas de um carro em chamas. As letras de "Nico and the Niners" referem-se a "bispos", que também é um tema recorrente na música da banda.
A terceira faixa do álbum, "Levitate", vazou na plataforma Tidal em 7 de agosto de 2018, mas foi rapidamente removida. Ela veio acompanhada de uma lista de faixas vazada do álbum. Mais tarde, a música foi lançada como o terceiro single do álbum através do Beats 1 de Zane Lowe exibido como o "World Record" do dia. Um videoclipe também foi lançado, concluindo a trilogia.
Em 20 de agosto de 2018, no VMA, um trecho de dez segundos da música "My Blood" foi tocado no final de um comercial que promovia o álbum. Em 27 de agosto de 2018, um usuário do Twitter vazou a música completa em sua conta em baixa qualidade, depois que foi descoberto que ela poderia ser tocada em HomePod. O vazamento foi confirmado quando a banda disponibilizou a música em serviços de streaming mais tarde naquele dia, como o quarto single do álbum. Em 2 de outubro de 2018, o álbum foi vazado na internet após fãs conseguirem comprar 3 dias antes do lançamento oficial.
Em 3 de outubro de 2018, Josh Dun realizou uma transmissão ao vivo na conta oficial da banda no Instagram com Tyler Joseph para comentar sobre o vazamento e promover o álbum. O álbum foi lançado à meia-noite dois dias depois, acompanhado de um novo videoclipe de "My Blood".

## Faixas
| N.º            | Título                | Duração |  |
| 1.             | "Jumpsuit"            | 3:58    |  |
| 2.             | "Levitate"            | 2:25    |  |
| 3.             | "Morph"               | 4:19    |  |
| 4.             | "My Blood"            | 3:49    |  |
| 5.             | "Chlorine"            | 5:24    |  |
| 6.             | "Smithereens"         | 2:57    |  |
| 7.             | "Neon Gravestones"    | 4:00    |  |
| 8.             | "The Hype"            | 4:25    |  |
| 9.             | "Nico and the Niners" | 3:45    |  |
| 10.            | "Cut My Lip"          | 4:43    |  |
| 11.            | "Bandito"             | 5:31    |  |
| 12.            | "Pet Cheetah"         | 3:18    |  |
| 13.            | "Legend"              | 2:53    |  |
| 14.            | "Leave the City"      | 4:40    |  |
| Duração total: | Duração total:        | 56:04   |  |

## Desempenho comercial

### Posições nas tabelas musicais
| Tabela musical (2018)            | Melhor posição |
| -------------------------------- | -------------- |
| Alemanha - Offizielle Top 100    | 4              |
| Nova Zelândia - NZ Top 40 Albums | 1              |
| Países Baixos - Album Top 100    | 1              |
| Reino Unido - UK Albums Chart    | 2              |